# زندگی همین است! (فیلم)
زندگی همین است (انگلیسی: That's Life) یک فیلم  کمدی درام آمریکایی محصول سال ۱۹۸۶ به کارگردانی بلیک ادواردز و با بازی جک لمون و جولی اندروز است.